# Brendan Hines
Brendan Hines (Baltimore, Maryland, 28 de dezembro de 1976) é um ator e compositor norte-americano. Teve diversos papéis pequenos na TV e teve papéis principais em filmes independentes. Entre janeiro de 2009 a 2011 apareceu interpretando Eli Loker na série de TV, Lie to Me.
Brendan participou do filme Deep In The Valley (2009), junto com Kim Kardashian e Chris Pratt. Também fez uma participação especial em Beauty and the Beast. 
Hines compõe e executa músicas, na versão solo e acompanhado por uma banda, The Brendan Hines. No início de 2008, lançou um álbum de 10 canções originais "Good For You Know Who". 